# 新普羅維登斯 (新澤西州)
新普羅維登斯（英語：New Providence）是位於美國新澤西州尤寧縣的自治市鎮。

## 人口
根據2020年美國人口普查的數據，新普羅維登斯的面積為9.61平方千米，當中陸地面積為9.55平方千米，而水域面積為0.05平方千米。當地共有人口13650人，而人口密度為每平方千米1,420人。